# Anthomyia plumiseta
Anthomyia plumiseta este o specie de muște din genul Anthomyia, familia Anthomyiidae, descrisă de Stein în anul 1918. Conform Catalogue of Life specia Anthomyia plumiseta nu are subspecii cunoscute.